# Hanokh ben Moshe
Hanokh ben Moshe (hébreu : חנוך בן משה ; arabe: حنوخ ابن موسى) est un rabbin andalou des Xe et XIe siècles (950 - 1014 ou 1024 EC).

## Éléments biographiques
La vie de Hanokh ben Moshe n'est connue que par ce qu'en rapporte Abraham ibn Dawd (le Raabad I) dans son Sefer HaQabbala : Hanokh est le fils de Moshe ben Hanokh qui aurait été, selon le Raabad l'un des quatre étudiants capturés par un amiral andalou puis revendu à la communauté de Cordoue, dont il serait devenu le principal talmudiste de son temps. Hanokh vit alors dans l'aisance matérielle, et se marie avec une fille née dans les familles les plus éminentes de Cordoue ; il mène cependant une vie ascétique, se délestant volontiers de ses biens au profit des nécessiteux. Il succède à son père Moshe à la tête de la communauté de Cordoue, à la mort de celui-ci (selon Isaac Halévy, le quatrième étudiant capturé, dont l'identité n'est pas révélée dans le récit, ne serait autre que Hanokh ben Moshe lui-même, encore enfant au moment du récit, mais devenu plus tard le chef de la communauté juive de Cordoue).
Après la mort de Hasdaï ibn Shaprut, conseiller juif d'Abd al-Rahman III qui avait été l'ami et protecteur de Hanokh ainsi que de son père, un parti se constitue pour lui disputer l'autorité et le titre au profit de Joseph ibn Abitur. Hanokh l'emporte, et excommunie Ibn Abitur, qui se réfugie dans un pays étranger. Cependant, deux partisans d'Abitur, les frères Jacob et Joseph ibn Jau, riches fabricants de soie, achètent la faveur du calife, et sont autorisés à nommer les rabbins de Cordoue. Ils déposent incontinent Hanokh ben Moshe, et pressent Ibn Abitur de revenir ; celui-ci refuse cependant, et meurt en exil. Hanokh est alors définitivement reconnu comme rabbin de Cordoue, jusqu'à la date de sa mort.
Hanokh ben Moshe est victime d'un accident, alors qu'il monte sur la plate-forme de lecture de la Torah de la synagogue de Cordoue, le jour de la Fête de la Torah ; le bois vermoulu de l'estrade s'écroule avec le rabbin, qui meurt de ses blessures peu après. Il existe une incertitude sur la date exacte à laquelle se produit l'accident : Ibn Dawd indique l'an hébraïque 4775 (1014 EC), mais aussi que Hanokh est mort 13 ans avant Haï Gaon (décédé en 1038), ce qui situe le fait dix ans plus tard.

## Œuvres
Hanokh ben Moshe est principalement connu pour avoir été le maître de Samuel ibn Nagrela, l'un des plus importants dirigeants temporels et spirituels des Juifs d'al-Andalus.
Rien n'a été conservé de son œuvre, à l'exception de quelques responsa. Il est toutefois cité par plusieurs autorités rabbiniques médiévales dans leur processus de décision halakhique, et mentionné dans la préface à la traduction hébraïque du Sefer Nezikin (11e livre du Mishneh Torah de Moïse Maïmonide), ce qui semble indiquer son influence en son temps.
Quelques pièces de correspondance avec Haï Gaon et l'homologue de celui-ci en Terre d'Israël, Shmouel HaCohen, ont été conservées. La parcimonie de sa correspondance s'explique peut-être par les relations tendues entre lui et Haï Gaon, du fait de l'influence grandissante des académies espagnoles, qui ne pouvait se faire qu'au détriment des académies talmudiques de Babylonie et les privait des contributions financières de la diaspora juive. Cependant, Haï Gaon respecta le décret d'excommunication prononcé par Hanokh ben Moshe à l'encontre de Joseph ibn Abitur, et refusa de donner audience à ce dernier.
Par ailleurs, l'affirmation qu'il aurait traduit le Talmud en arabe est probablement due à une confusion entre Moshe ben Hanokh et son rival, Joseph ibn Abitur.